# Антуан Мейбанк
Антуан Мейбанк (англ. Anthuan Maybank; нар. 30 грудня 1969, Джорджтаун, Південна Кароліна, США) — американський легкоатлет, що спеціалізується на спринті, олімпійський чемпіон 1996 року.

## Кар'єра
| Рік             | Змагання         | Місто           | Місце           | Дисципліна            | Примітки        |
| Представник США | Представник США  | Представник США | Представник США | Представник США       | Представник США |
| --------------- | ---------------- | --------------- | --------------- | --------------------- | --------------- |
| 1995            | Універсіада      | Фукуока, Японія | 1               | біг на 200 метрів     | 20.46           |
| 1995            | Універсіада      | Фукуока, Японія | 1               | естафета 4×400 метрів | 3:00.40         |
| 1996            | Олімпійські ігри | Атланта, США    | 1               | естафета 4×400 метрів | 2:55.99         |